# Athaumasta corticula
Athaumasta corticula là một loài bướm đêm trong họ Noctuidae.